# نصر الله المستنبط
نصر الله المستنبط هو السيد نصر الله بن رضي بن أحمد المستنبط من مواليد مدينة تبريز الإيرانية عام 1327 هجرية. أخذ علومه الأولية بمسقط رأسه، ثمّ ذهب إلى مدينة قم الإيرانية سنة 1347 هجرية حيث درس الفقه على يد الشيخ عبد الكريم اليزدي الحائري والاُصول على السيّد محمد حجت الكوهكمري.
رحل إلى النجف سنة 1353 هجرية ودرس الأبحاث العالية في الفقه عند السيّد أبي الحسن الأصفهاني، والاُصول عند الشيخ ضياء الدين العراقي ثم أصبح من المدرسين النّابغين والبارعين في الحوزة حيث تخرج على يديه العديد من العلماء. وكان إمام الجماعة في مسجد البهبهاني، وكان ينوب عن السيّد أبي القاسم الخوئي, زعيم الحوزة العلمية في النجف انذاك, في إمامة الجماعة إذا تغيّب 

## مؤلفاته
- الاجتهاد والتقليد ـ مخطوط
- تعليقة العروة الوثقى. هذا الكتاب تعليقةٌ على كتاب «العروة الوثقى» لمحمد كاظم الطباطبائي اليزدي.
- ذخيرة المعاد ـ رسالته العملية
- رسالة لا ضرر ولا ضرار ـ مخطوط
- معارف الإسلام في اُصول العقائد ـ مخطوط
- التقية [1]
- العدالة [1]
- قاعدة التجاوز والفراغ [1]
- اللباس المشكوك [1]

## استشهاده
استشهد بالنجف 18 ربيع الثاني سنة 1406 ودفن بالصحن الشريف بحجرة رقم 31 